# Rhytidoponera punctigera
Rhytidoponera punctigera é uma espécie de formiga do gênero Rhytidoponera.